# 포저유서 및 송곡문집 판각
포저유서 및 송곡문집 판각(浦渚遺書 및 松谷文集 板刻)은 대한민국 충청남도 공주시 마곡사에 있는, 조선시대의 문신인 포저 조익(趙翼,1579∼1655)과 그의 셋째 아들 송곡 조복양(趙復陽,1609∼1661)의 시문집을 새긴 목판이다. 1987년 12월 30일 충청남도의 유형문화재 제126호로 지정되었다.

## 개요
조선시대의 문신인 포저 조익(趙翼,1579∼1655)과 그의 셋째 아들 송곡 조복양(趙復,1609∼1661)의 시문집을 새긴 목판으로, 모두 633매이다.
조익은 조선시대 문신으로 음서로 정포만호가 되고 선조 35년(1602) 별시과에 내과로 급제한 이래 여러 벼슬을 거친 후 대사헌, 좌의정까지 올랐다. 그러나 이이, 성혼의 문묘종사가 받아 들여지지 않자 사직했다. 성리학의 대가로 예학에 밝았다.
조복양은 김상헌의 문인으로, 인조 11년(1633) 사마시에 합격하고 여러 직을 거쳐 부교리로 붕당의 폐를 한탄하여 사직하려 했으나 이루지 못했다. 그후 시강관으로 궁중음악의 타락을 지적했고 예조판서에 이르렀다. 조익의 셋째 아들이다.
조익의 시문집『포저유서』를 찍은 목판은 377매이고, 송곡의 시문집『송곡집』을 찍은 목판은 256매이다.

## 참고 자료
- 포저유서및송곡문집판각 - 국가유산청 국가유산포털